# Chuchub
Chuchub es una localidad del municipio de Tixméhuac, estado de Yucatán, en México. 

## Toponimia
El nombre (Chuchub) proviene del idioma maya.

## Datos históricos
- En 1921 cambia su nombre de Chuchab a Chuchub. El municipio cambia su nombre de Tixmenac a Tixmeuac
- En 1990 el municipio cambia su nombre de Tixmeuac a Tixméhuac

## Demografía
Según el censo de 2005 realizado por el INEGI, la población de la localidad era de 52 habitantes, de los cuales 25 eran hombres y 27 eran mujeres.
| 6                           | 96 | 38 | 37 | 57 | 49 | 88 | 88 | 79 | 77 | 62 | 54 | 52 |
| (Fuente: INEGI [Consultar]) |    |    |    |    |    |    |    |    |    |    |    |    |